# Dollar
"Dollar" é uma música da cantora americana Becky G e do rapper  porto-riquenho Myke Towers. Foi lançada pela Kemosabe Records, RCA Records e Sony Music Latin em 10 de julho de 2019.

## Vídeo musical
O clipe foi lançado em 12 de julho de 2019. 

## Apresentações ao vivo
Gomez apresentou a música ao vivo pela primeira vez no 2019 Prime Day Concert da Amazon Music. 

## Desempenho nas tabelas musicais
| Tabela musical (2019)            | Melhor posição |
| -------------------------------- | -------------- |
| Argentina (Argentina Hot 100)    | 37             |
| Espanha (PROMUSICAE)             | 19             |
| Estados Unidos (Hot Latin Songs) | 28             |